# Makedonikos B.C.
Makedonikos Neapolis B.C. (grčki: Μακεδονικός Νεάπολης K.A.E.) grčki je košarkaški klub iz Neapolija, Solun. Klub je prethodno bio smješten u gradu Kozani.

## Uspjesi
Kup ULEB
- Finalist: 2005.

## Vanjske poveznice
- Službena web-stranica
- Profil, Eurobasket.com